# Tårnfalk
 Denne artikel omhandler fuglen Tårnfalk. For forsvarets ubemandede luftfartøj (UAV), se Tårnfalk (UAV).
Tårnfalken (Falco tinnunculus) er en rovfugl, der findes over store dele af Europa, Asien og Afrika. Den er kendt for at jage mus ved at stå stille i luften på flagrende vinger over f.eks. græsmarker. Denne flyveadfærd kaldes "at muse".
Falken har typisk en længde på 32-35 cm, med et vingefang på 71-80 cm. Hannen kan kendes på sit grå hoved, rødbrune ryg og lysegrå hale med det sorte endebånd. Hunnen mangler de klare grå farver. Undersiden er for begge køn lys med sorte prikker og korte bryststriber. Tårnfalken kan i flugten kendes på de spidse vinger.

## Adfærd
Tårnfalken kan holde sig helt stille i luften på udkig efter mus, man siger, at den "muser". Om vinteren anvender den, for at spare på energien, i højere grad standjagt, hvor den f.eks. sidder på en pæl og spejder efter mus. Tre eller fire mus er en tårnfalks normale dagsration.[kilde mangler] Den jager især på udyrkede marker eller langs veje. Ud over mus tager den også firben og større insekter. Hvor tårnfalken i Nordeuropa især lever af gnavere, lever den i langt højere grad af insekter i Sydeuropa. Byttet fortæres ved at rive det i stykker med det spidse næb. Den kan sluge mindre knogler, men undgår de større. Indtagne ufordøjelige dele gylpes senere op igen.

## Forekomst
Arten findes over store dele af Europa, Asien og Afrika. I Europa er den anset for at være den almindeligste rovfugl, mens den i Danmark, med omkring 2.500 par, er den tredjealmindeligste efter musvåge og spurvehøg. Den yngler især i åbent land med småskove, men yngler også i byer på høje bygninger. Tårnfalken yngler i hulheder helst temmelig højt oppe, f.eks i hule træer, gamle kragereder eller i opsatte redekasser. Hvis en redekasse opsættes i den rigtige højde, er der stor sandsynlighed for, at den vil blive beboet af et tårnfalkepar og senere deres unger.[kilde mangler]
Bortset fra det nordligste og østlige Europa er tårnfalken standfugl i Europa. I Danmark er den især standfugl øst for Storebælt, mens den vest for er trækfugl med vinterkvarter i sydligere dele af Europa, f.eks. Tyskland, Holland og Frankrig.